# Берд (танец)
Берд (арм. Բերդ — «крепость») — армянский народный танец.

## Происхождение
Впервые танец «берд» был поставлен армянским музыковедом-фольклористом Татулом Алтуняном. .

## Описание
Во время танца исполнители придерживаются исключительно национальных костюмов. Обязательный элемент танца — построение крепости (по-армянски — «берд»), во время которого танцоры создают двухэтажную стену, взбираясь на плечи участникам танца.

## Исполнители
- Танцевальный ансамбль «Берд»[2]

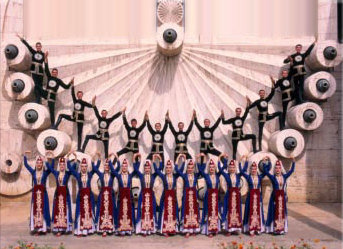
Танцевальный ансамбль Армении «Берд».

Ансамбль был основан в 1963 году в столице Армении городе Ереване. В репертуаре танцевального ансамбля «Берд» представлено более 100 народных и фольклорных танцев, как разных регионов Республики Армения, так и многих областей исторической Армении. Среди этих танцевальных шедевров героические пляски, танцы труда и быта, обрядовые, лирические, индивидуальные, шуточные и другие. В 1970—1980 годах «БЕРД» принимает участие на многочисленных международных фестивалях, проходящих в Польше, Венгрии, Греции, Болгарии, Алжире, Австрии, на Кипре и в других странах мира, выступает на государственных и правительственных мероприятиях, а также представляет армянское танцевальное искусство на Днях армянской культуры, проходящих в различных странах, удостаиваясь правительственных званий, наград, международных премий, дипломов и призов.